# Edward L. Jackson

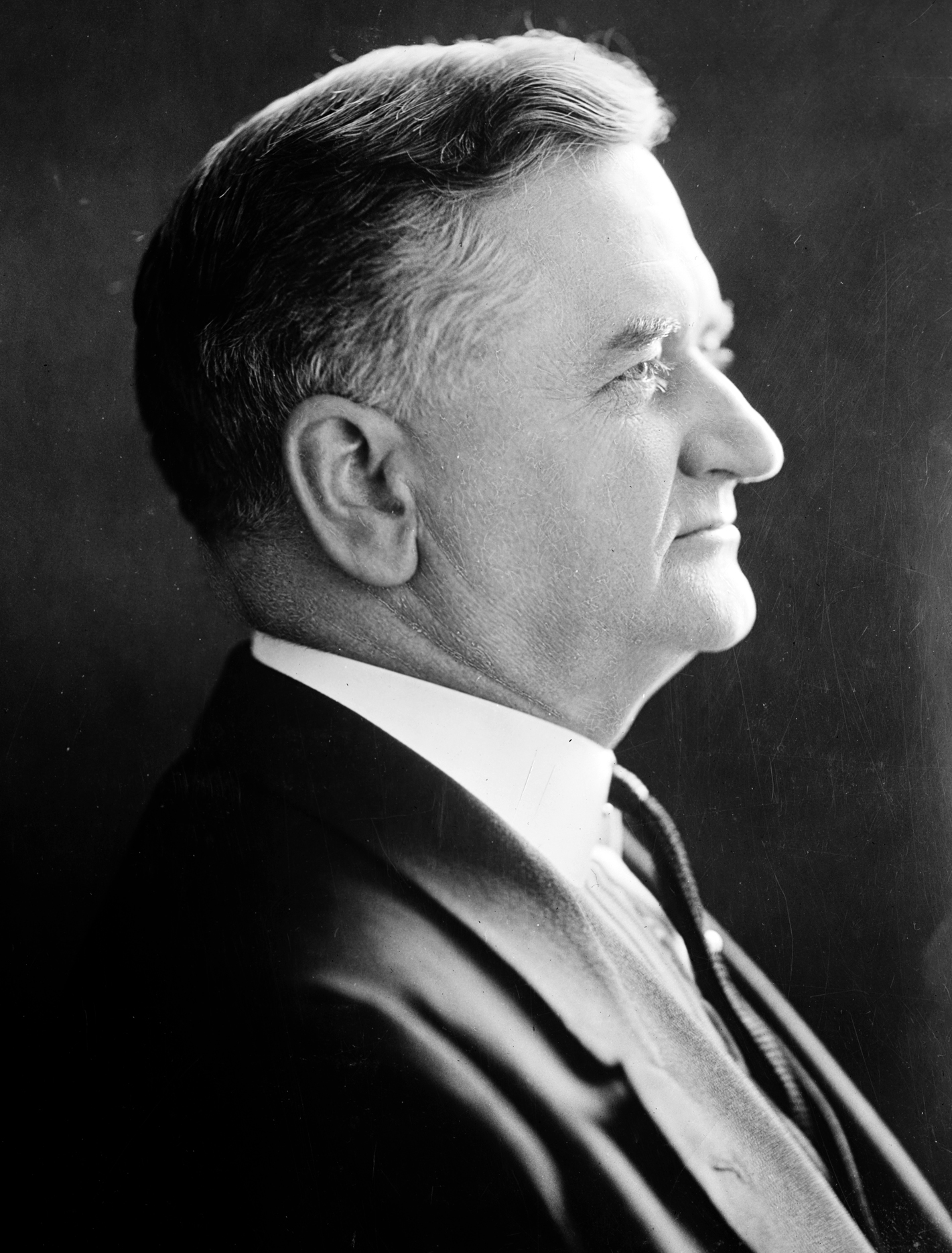
Edward L. Jackson

Edward L. „Ed“ Jackson (* 27. Dezember 1873 im Howard County, Indiana; † 18. November 1954 in Orleans, Indiana) war ein US-amerikanischer Politiker (Republikanische Partei) und von 1925 bis 1929 der 22. Gouverneur des Bundesstaates Indiana.

## Frühe Jahre und politischer Aufstieg
Nach seiner Schulausbildung ließ er sich zum Juristen ausbilden und begann 1898 als Staatsanwalt in Henry County zu arbeiten. Vier Jahre später wurde er zum Richter ernannt. Im Jahr 1914 bewarb sich Jackson erfolglos um das Amt des Staatssekretärs in Indiana. Zwei Jahre später aber wurde er in dieses Amt gewählt. Von diesem Posten trat er 1917 zurück, um als Soldat am Ersten Weltkrieg teilzunehmen. In der US Army stieg er bis zum Major auf, wurde aber nicht auf dem Kriegsschauplatz in Europa eingesetzt. Nach dem Ende seiner Militärzeit kehrte er nach Indiana zurück und wurde 1920 erneut Staatssekretär. Dieses Amt behielt er bis 1924. Nach seiner Militärzeit trat er auch in den Ku-Klux-Klan ein, der zu einer ständig präsenten Kraft in der Politik Indianas wurde.

## Gouverneur von Indiana
Im Jahr 1924, der Ku-Klux-Klan stand zu dieser Zeit im Zenit seiner politischen Macht in Indiana, gewann Jackson die Primary seiner Partei für die Gouverneurswahlen mit 55 Prozent gegen ein Feld von fünf Gegenkandidaten; im Anschluss setzte er sich bei der eigentlichen Wahl mit einem Anteil von 52,9 Prozent der Stimmen gegen den Demokraten Carleton B. McCulloch durch. Seine Amtszeit war durch eine Reihe von Skandalen geprägt.
Die Staatsverwaltung Indianas war vom Ku-Klux-Klan unterwandert und Jackson nutzte seine Stellung und seine Verbindung, um das Recht zu beugen – unter anderem im Fall von Edward Shumaker, einem Klan-Mitglied und Steuerhinterzieher. Dieser wurde verurteilt und unmittelbar danach von Jackson begnadigt. 1925 wurde D. C. Stephenson, Anführer des Ku-Klux-Klans in Indiana und 15 weiteren Staaten, zu lebenslanger Haft verurteilt, weil er seine Sekretärin Magde Oberholtzer grausam vergewaltigt hatte. Diese war an den Folgen des Verbrechens gestorben. Stephenson erwartete von Jackson, dass dieser ihn begnadige, was dieser jedoch ablehnte. Daraufhin veröffentlichte Stephenson Beweise, dass Jackson versucht hatte, den ehemaligen Gouverneur Warren T. McCray zu bestechen. Der Prozess endete in einem Freispruch, weil Klan-Mitglieder innerhalb der Jury eine Verurteilung verhinderten.
Während seiner Zeit als Gouverneur wurden aber auch in einer aufblühenden Wirtschaft die Steuern gesenkt und die Staatsverschuldung abgebaut. Er stärkte dem Umweltministerium den Rücken. Damals entstanden auch viele neue Pläne zur Anlage von Naturparks. Nach dem Ablauf seiner Amtszeit im Januar 1929 zog sich Jackson aus der Politik zurück und wurde Rechtsanwalt. Im Jahr 1937 zog er nach Orleans im Süden Indianas, wo er unter anderem Vieh züchtete. 1948 erlitt er einen Schlaganfall, der ihn bis zu seinem Tod im Jahr 1954 ans Bett fesselte. Ed Jackson war zweimal verheiratet und hatte insgesamt drei Kinder.